# El llac Greenwood
El llac Greenwood, el títol en anglès del qual és Greenwood Lake, és el tema de diverses obres de Jasper Francis Cropsey, pintor paisatgista estatunidenc pertanyent a l'Escola del Riu Hudson.

## Introducció
Greenwood Lake és un llac de 12 kilòmetres de llargada, situat a la frontera entre l'Estat de Nova York i el de Nova Jersey. Cropsey el va visitar per primera vegada l'any 1843, quan era un jove arquitecte, realitzant-ne una sèrie d'esbossos que va utilitzar per pintar Greenwood Lake, Orange County, que va exposar a la National Academy of Design, i que li va valer l'ingrés en aquella institució.
A la vora del Greenwood Lake, Cropsey va conèixer Mary Cooley, amb qui va contraure matrimoni l'any 1847, i vora aquest indret va establir-hi una casa-estudi. La família de la seva muller vivía allí, fins i tot durant l'estada del matrimoni Cropsey a la Gran Bretanya.

### Versió del Museu Thyssen-Bornemisza
Pintura a l'oli sobre llenç; Museu Thyssen-Bornemisza; Madrid; Inscripció a la part inferior dreta: "J.F.Cropsey \1870" 
La composició d'aquest llenç recorda la de Tardor a la vall del riu Hudson, pels prominents arbres que actuen de marc i pels flamejants colors de la tardor o de l'Indian Summer estatunidenc. També és remarcable l'ús que fa el pintor d'una seva anterior obra: Summer, Lake Ontario, 1856, que té una composició similar, i que al seu torn està inspirada en una obra primerenca de Frederic Edwin Church: New England Scenery 1851. Si bé el llenç de Frederic E. Church imitava conscientment a Claude Lorrain, en canvi, el quadre de Cropsey remet a Joseph M.W.Turner, per la calidesa del colorit i la simplicitat de la composició. Church suprimeix els elements narratius, i l'únic detall anecdòtic són les dues petites figures assegudes sobre una lleixa rocosa, contemplant el paisatge. Aquesta parella de personatges, d'alguna marera recorden a Thomas Cole i a William Cullen Bryant, representats a Ànimes germanes (Asher Brown Durand), la qual cosa fa encara més evident el caire poètic i contemplatiu d'aquesta composició.
Jasper F. Cropsey era molt religiós, membre de l'Esglèsia Reformada Holandesa. En aquest llenç sembla que celebri la benvolença de Déu, que es manifesta en l'apoteosi del colorit de l'Indian Summer. Per altra part, els colors de la tardor sovint es relacionen amb les fases finals de la Vida, quan el deteriorament físic pot coincidir amb una il·luminació espiritual. Però el caràcter metafòric de Cropsey era molt diferent del de Cole i, en canvi, estava molt influenciat per les idees de John Ruskin. En aquest sentit, el caràcter contemplatiu del llenç es combina amb una descripció meticulosa dels més petits detalls de la vegetació, que el pintor representa amb una gran fidelitat.

### Versió del Smithsonian American Art Museum
Pintura a l'oli sobre llenç, muntada sobre masonita, datada l'any 1875; Smithsonian American Art Museum, Washington DC.
Jasper F. Cropsey es va fer construir una mansió-estudi vora el llac Greenwood, des d'on va realitzar diverses obres representant indrets que tenien aquest llac com a fons. Aquesta obra és una d'aquelles versions.
Donació d'Ellen R. Wheeler, 1967.125